# Kela (socken)
Kela (kinesiska: 柯拉乡, 柯拉) är en socken i Kina. Den ligger i provinsen Sichuan, i den sydvästra delen av landet, omkring 340 kilometer väster om provinshuvudstaden Chengdu. Antalet invånare är 3 141. Befolkningen består av 1 523 kvinnor och 1 618 män. Barn under 15 år utgör 38 %, vuxna 15-64 år 57 %, och äldre över 65 år 3,0 %.
Genomsnittlig årsnederbörd är 995 millimeter. Den regnigaste månaden är juni, med i genomsnitt 230 mm nederbörd, och den torraste är november, med 3 mm nederbörd.